# Candlegoat
Candlegoat war eine 2013 gegründete Funeral-Doom-Band.

## Geschichte
Das im Jahr 2013 in Bandung gegründete Duo Candlegoat veröffentlichte am 15. September 2014 ihr einziges Studioalbum Tenebrosa über das indonesische Metal-Label Grieve Records. Das Album wurde als eine der ersten Veröffentlichung einer nationalen Doom-Metal-Szene honoriert. Candlegoat sei dabei die „einzige Funeral-Doom-Metal-Band des Archipels“.
Grieve Records produzierte 500 CDs und bewarb das Album als erstes in Indonesien, das „den wahren Geist des depressiven Ultra Doom eingefangen“ habe. Dabei besaß Indonesien seit den 1990er-Jahren eine aktive Doom-Metal-Szene von der jedoch kaum Tonaufnahmen überdauerten. Mit Tenebrosa erschien indes ein Album, das als „ziemlich maximal!“ gelobt wurde. Zwei Jahre später, am 21. März 2016, wurden 50 MCs über das bis dahin nicht bekannte Kassettenlabel Monolith Penumbrae veröffentlicht. Nachkommend blieben jedwede Veröffentlichungen und Stellungnahmen des Duos aus. Das einzige Album wurde später als Vermächtnis der Band besprochen.

## Stil
Candlegoat spielt einen Funeral Doom mit „schwankenden Melodien“, mit Leerstellen agierend gestrecktem Riffing, „tiefen Schwingungen des Basses“ und „kraftvollen Trommelschlägen“. Das Ergebnis wirke „schwer, langsam, atmosphärisch, melancholisch und gleichzeitig episch“.

## Diskografie
- 2014: Tenebrosa (Album, Grieve Records)